# Mateu Blastares
Mateu Blastares (Matthaeus Blastares) fou un monjo grec de l'època romana d'Orient, eminent com a canonista, que va viure a l'entorn del 1335.
Va compondre un compendi alfabètic dels canons genuïns, que va esdevenir molt popular entre els eclesiàstics i fou conegut com a Syntagma Alphabeticum. Va voler elaborar un compendi més manejable per a ús ordinari que el confeccionat a partir dels reculls de Foci i els seus comentaristes. L'ordre alfabètic es confecciona a partir de la paraula principal del títol de cada un dels temes tractats. Cada lletra té una numeració pròpia pels capítols que la conformen. Cada capítol porta un resum primer de les lleis eclesiàstiques, i després de les seculars relacionades amb el tema. Inclou algunes dades històriques, però també greus errors (per exemple el codi de Justinià i la Digesta són atribuïts a Hadrià).
L'obra Syntagma, de Foci, porta generalment afegides, com a aclariment, unes col·leccions de comentaris menors sobre dret canònic, que s'acostumen a atribuir a Blastares.